# Macraspis dichroa
Macraspis dichroa är en skalbaggsart som beskrevs av Mannerheim 1829. Macraspis dichroa ingår i släktet Macraspis och familjen Rutelidae. Inga underarter finns listade i Catalogue of Life.